# Marc’Antonio Ziani
Marc’Antonio Ziani, také Marco Antonio Ziani (1653 Benátky – 22. ledna 1715 Vídeň) byl italský hudební skladatel.

## Život
Marco Antonio byl synovcem skladatele a varhaníka Pietra Andrea Zianiho a u něho také patrně získal hudební vzdělání. Stal se zpěvákem benátské baziliky svatého Marka a v roce 1677 svého strýce vystřídal na místě prvního varhaníka.
V těchto letech také začal svou operní kariéru. V roce 1674 v Teatro San Moise představil svou první operu La schiava fortunata (ve spolupráci s Antoniem Cesti) a vzápětí operu Leonida in Tegea ve spolupráci s Antoniem Draghim. První samostatnou operou byla opera Alessandro Magno in Sidone, uvedená v roce 1679 v divadle Teatro Santi Giovanni e Paolo.
28. září 1686 získal post kapelníka v chrámu Basilica palatina di Santa Barbara v Mantově, kde setrval patrně až do roku 1691.
Vrátil se do Benátek a zcela se věnoval komponováni oper. Spolu s Carlem Francescem Pollarolem patřili v té době mezi nejvýznamnější představitele tohoto žánru v Benátkách. Stal se členem Kongregace sv. Cecilie (Congregazione di Santa Cecilia) a společnosti Arte de Sonadori.
1. dubna 1700 zemřel Antonio Draghi, kapelník císařského dvora ve Vídni. Na jeho místo postoupil Antonio Pancotti a Ziani se stal jeho nástupcem. Dvorním kapelníkem se pak stal po smrti Pancottiho v roce 1709.
Ve Vídni se Ziani ujal skládání oper a dalších dramatických děl na oslavu narozenin císařské rodiny a různých dalších příležitostných slavností. Funkci dvorního kapelníka zastával až do své smrti v roce 1715. Jeho nástupcem se stal Johann Joseph Fux .

## Dílo
Ziani komponoval téměř výhradně vokální hudbu. Napsal cca 45 oper, 16 oratorií, okolo 15 mší, 3 requiem a přes 100 dalších chrámových skladeb. Nicméně i v jeho vokálních dílech jsou obsaženy virtuózní pasáže instrumentální hudby.

### Opery
- La schiava fortunata (1674 Benátky)
- Leonida in Tegea (1676 Benátky)
- Alessandro Magno in Sidone (1679 Benátky)
- L'Alcibiade (1680 Benátky)
- Damira placata (1680 Benátky)
- La Flora (1681 Benátky
- Tullio Ostilio (1685 Benátky)
- L'Inganno regnante, overo L'Atanagilda Regina di Gotia (1688 Benátky) ztraceno
- Il gran Tamerlano (1689 Benátky) ztraceno
- La Falsirena (1690 Benátky) ztraceno
- Creonte (1690 Benátky) ztraceno
- L'amante eroe (1691 Benátky) ztraceno
- La Virtù trionfante dell'Amore e dell'Odio (1691 Benátky) ztraceno
- La Rosalinda (1692 Benátky)
- Gl'amori ministri della fortuna (1694 Milán) ztraceno
- L'Amore figlio del Merito (1694 Benátky) ztraceno
- La moglie nemica (1694 Benátky) ztraceno
- Il Domizio (1696 Benátky) ztraceno
- La finta pazzia d'Ulisse (1696 Benátky) ztraceno
- La Costanza in trionfo (1696 Benátky)
- I rivali generosi (1697 Benátky) ztraceno
- La ninfa bizarra (1697 Benátky) ztraceno
- Eumene (1697 Benátky) ztraceno
- Odoardo (1698 Benátky) ztraceno
- L'Egisto Rè di Cipro (1698 Benátky) ztraceno
- Il Teodosio (1699 Benátky) ztraceno
- Gl'amori tra gli odii, o sia Ramiro in Norvegia (1699 Benátky) ztraceno
- Il duello d'amore e di vendetta (1699 Benátky) ztraceno
- La pace generosa (1700 Benátky) ztraceno
- Il Gordiano Pio (1700 Wiener Neustadt)
- Il Temistocle (1701 Vídeň) ztraceno
- Gli ossequi della notte (1701 Vídeň) ztraceno
- La fuga dell'Invidia (1701 Vídeň) ztraceno
- Il Romolo (1702 Vídeň) ztraceno
- L'Esopo (1702 Vídeň)
- Caio Popilio (1704 Vídeň)
- L'Ercole vincitor dell'invidia (1706 Vídeň )
- La Flora (1706 Vídeň)
- Il Meleagro (1706 Vídeň)
- Alboino (1707 Vídeň)
- Il Campidoglio ricuperato (1709 Vídeň)
- Chilonida (1709 Vídeň)
- Andromeda (1714 Vídeň)
- Amor tra nemici (1714 Vídeň) ztraceno
- L'Atenaide (1714 Vídeň)